# Blackburn Botha
Blackburn Botha — двухмоторный бомбардировщик-торпедоносец и морской разведчик цельнометаллической конструкции. Разработан конструкторским бюро компании Blackburn Aircraft. Первый полёт состоялся 28 ноября 1938 года. Принят на вооружение Берегового командования в октябре 1939 года. Снят с вооружения в августе 1943 года, хотя некоторые экземпляры продолжали летать до сентября 1944 года.
Из-за плохих лётных характеристик и высокой аварийности, «Бота» считается одним из самых неудачных боевых самолётов, когда-либо состоявших на вооружении британских ВВС.

## История создания
В сентябре 1935 года Министерством авиации Великобритании было выпущено техническое задание на создание разведывательного бомбардировщика наземного базирования с внутренним размещением торпеды. Согласно спецификации к техническому заданию самолет должен был быть трехместным, с двумя двигателями, при выполнении разведывательных полетов с нормальной бомбовой нагрузкой 227 кг должен развивать скорость 322 км/ч на высоте 1524 м.
Требованиям технического задания соответствовала поданная документация двух самолетостроительных фирм Blackburn и Bristol. В проектах обоих фирм предполагалось использование двигателей Bristol Perseus мощностью 850 л. с. Однако позже Министерство авиации решило, что экипаж самолета должен состоять из четырех человек — пилота, штурмана, радиста и стрелка.
Это привело к тому, что компаниям пришлось произвести доработку конструкции самолетов для увеличения объема фюзеляжа. Проект фирмы Bristol практически не претерпел изменений, так как их разработка основывалась на серийном прототипе с достаточно вместительным фюзеляжем, а самолет фирмы Blackburn стал значительно тяжелее.
Министерство авиации Великобритании заказало два прототипа самолетов Botha B-26 фирмы «Blackburn» и Beaufort фирмы «Bristol». Самолеты были названы в честь генерала Боты и герцога Бофорта. Самолет Blackburn Botha B-26 изначально проектировался под двигатели Bristol Perseus, но их мощности (850 л. с.) оказалось явно недостаточно под увеличенную массу самолета, что в конечном счете пагубно сказалось на его летных данных.
Фирма «Blackburn» получила заказ на 442 самолета Botha B-26. Самолеты строились на авиационных заводах фирмы в городах Броу в Англии (380 самолетов) и Дамбортоне в Шотландии (200 самолетов). Первый полет состоялся 28 декабря 1938 года. Испытания выявили множество недостатков, связанные в первую очередь с недостаточной устойчивостью в полете. По итогам летных испытаний была увеличена площадь хвостового оперения и установлены рули высоты с роговой компенсацией, но полностью решить все проблемы так и не удалось.

## Эксплуатация
Период тестовых полетов продолжался до середины 1939 года, однако всех проблем решить так и не удалось. Использование самолета в качестве разведчика затрудняло отсутствие видимости сбоку и сзади из-за расположения двигателей самолета. Министерство авиации требовало скорейшего ввода самолета в строй и с декабря 1939 года первые серийные В-26 начали поступать в распоряжение береговой охраны Королевских военно-воздушных сил Великобритании (RAF).
В составе летных эскадрилий Botha B-26 показал себя не лучшим образом. Из-за недостаточной продольной устойчивости его невозможно было использовать в качестве торпедоносца. В первой половине 1940 года произошла серия необъяснимых авиакатастроф, что окончательно подорвало доверие к самолету. В середине 1940 года единственной частью вооруженной этим самолетом была одна эскадрилья Берегового командования, через которую прошло, в общей сложности, 30 самолетов. Здесь самолет использовался в оперативных целях в качестве конвойного сопровождения.
Последний боевой вылет В-26 совершил 11 ноября 1940 года. Поскольку сборка самолетов продолжалась прежними темпами, чтобы оправдать вложенные средства, самолету нужно было придумать новую специализацию. Blackburn Botha стали переоборудовать в буксировщики мишеней и учебно-тренировочные машины. С самолетов сняли вооружение и прочее боевое оборудование. Доработанные самолеты поступили в различные летные школы Великобритании, где их использовали до сентября 1944 года.
Серийный выпуск самолетов продолжался до апреля 1942 года. Всего было произведено 580 самолетов Blackburn Botha B-26. Дополнительный заказ на 676 самолетов был аннулирован. С августа 1943 года Botha был официально снят с вооружения. Из-за плохих летных характеристик и высокой аварийности, Blackburn Botha B-26 считается одним из самых неудачных самолетов, состоявших на вооружении британских ВВС.

## Модификации
- Botha Mk I : четырёхместный разведчик, бомбардировщик и торпедоносец.

- Botha TT Mk I : самолет-буксировщик целей.

## Летно-технические характеристики
Тип - четырехместный разведывательный бомбардировщик-торпедоносец, тренировочный самолет
Силовая установка - два поршневых звездообразных двигателя Bristol Perseus XA, мощностью 930 л. с. каждый
Размеры — размах крыла 17,98 м; длина 15,58 м; высота 4,46 м; площадь крыла 48,12 м²
Масса — пустого самолета 5366 кг, максимальная взлетная 8369 кг
Летные данные — максимальная скорость на высоте 1675 м 401 км/ч; крейсерская скорость на высоте 4570 м 341 км/ч; практический потолок 5335 м; практическая дальность полета 2044 км; скороподъемность 5 м/с
Вооружение - один передний пулемет калибра 7,7 мм и два пулемета калибра 7,7 мм, расположенные на надфюзеляжной турельной установке; торпеда внутри фюзеляжа; бомбы или глубинные заряды весом до 907 кг.